# RecA
RecA ist ein 38 Kilodalton großes Protein in Escherichia coli, welches in der Reparatur und Erhaltung von DNA eine Rolle spielt. Man hat in allen Spezies, in welchen danach gesucht wurde, ein Homolog zum E. coli RecA gefunden. Das homologe Protein des Menschen ist Rad51; im Allgemeinen findet sich bei Eukaryoten (komplex-zellulären Organismen) neben Rad51 auch DMC1 als homologes Protein, bei Archaeen das RadA und im Bakteriophagen T4 das UvsX .
RecA hat mehrere Aufgaben, alle in Zusammenhang mit der DNA-Reparatur. So hat es Co-Protease-Funktion in der autokatalytischen Spaltung des LexA-Repressors bei der SOS-Antwort der Prokaryoten. Bei der homologen Rekombination bindet das RecA fest und in langen Gruppen an Einzelstrang-DNA (single strand DNA = ssDNA) und formt damit ein Nukleoproteinfilament. Das RecA-Protein hat mehr als eine DNA-Bindungsstelle und kann so einen Einzelstrang sowie einen Doppelstrang zusammenhalten. Diese Fähigkeit ermöglicht die Katalyse einer Hydrolyse und der folgenden Ligation zwischen einer DNA-Doppelhelix und einer homologen Region der Einzelstrang-DNA, oder aber beim crossing over, der intrachromosomalen Rekombination bei Eukaryoten während des Überganges vom Pachytän zum Diplotän (zwei Unterphasen der Prophase I während der Meiose).
Das RecA-ssDNA-Filament sucht nach Homologien entlang der Doppelstrang-DNA. Dabei wird die Doppelstrang-DNA gestreckt und damit die Erkennung der Homologien verbessert. Dieser Prozess wird conformational proofreading genannt.
Die Reaktion begünstigt den Austausch von DNA-Strängen zwischen zwei rekombinierenden DNA-Doppelhelices. Nach der Reaktion in der sogenannten heteroduplex Region beginnt ein Prozess, welcher branch migration (zu deutsch ‚Zweigübertragung‘) genannt wird.
Dabei ersetzt ein ungepaarter Bereich einer ssDNA einen gepaarten Bereich einer anderen ssDNA, wobei der Verzweigungspunkt verschoben wird unter Beibehaltung der Basenpaaranzahl.
Bei Laborstämmen von Escherichia coli werden für eine Transformation oftmals RecA-Mutanten verwendet, da dadurch eine Rekombination der Plasmide vermieden wird.